# Associazione Sportiva Pinuccio Capurso Volley Gioia
L'Associazione Sportiva Pinuccio Capurso Volley Gioia è stata una società pallavolistica maschile italiana con sede a Gioia del Colle.

## Storia
La squadra viene fondata per volere del presidente Pinuccio Capurso nel 1975: nei primi anni partecipa a campionati di livello locale, prima di due promozioni consecutive che la portano a disputare la Serie D nel 1980 e poi la Serie C nel 1981. Nella stagione 1985-86, a seguito di una nuova promozione, esordisce in Serie B, dove milita per quattro annate consecutive prima di raggiungere la Serie A2: l'esordio nella pallavolo professionistica avviene nella stagione 1989-90, ma già nel campionato successivo, complice il penultimo posto in classifica la squadra retrocede in Serie B1.
Tuttavia il ritorno nella serie cadetta è immediato, a seguito della promozione al termine del campionato 1991-92: nella stagione 1993-94, il secondo posto al termine della regular season, consente ai pugliesi di accedere alla Serie A1; il primo campionato nella massima divisione italiana si conclude con una posizione di metà classifica, mentre nel successivo l'ultimo posto porta il club a retrocedere: anche in Coppa Italia la squadra viene eliminata sempre nelle prime fasi.
Dopo aver rinunciato a partecipare alla Serie A2, l'Associazione Sportiva Pinuccio Capurso Volley Gioia riparte dalla Serie B1, conquistando immediatamente la promozione: milita nella serie cadetta per sei annate consecutiva, talvolta sfiorando la promozione con la partecipazione ai play-off promozione, prima di trovarla con il primo posto al termine della stagione 2002-03; nella Coppa Italia di categoria il massimo risultato sono le semifinali delle edizioni 2001-02 e 2002-03.
Nella stagione 2003-04 ritorna quindi in Serie A1, ma nell'annata seguente retrocede nuovamente in Serie A2: partecipa quindi al campionato 2005-06, sfiorando una nuova promozione con l'arrivo nelle finali dei play-off promozione, prima di essere sconfitta dalla Pallavolo Reima Crema; proprio la vendita del titolo sportivo alla squadra lombarda, che aveva rinunciato alla partecipazione al massimo campionato, sancisce la fine della squadra, con il ritiro da ogni tipo di attività.